# Thomas Kühn (Psychologe)

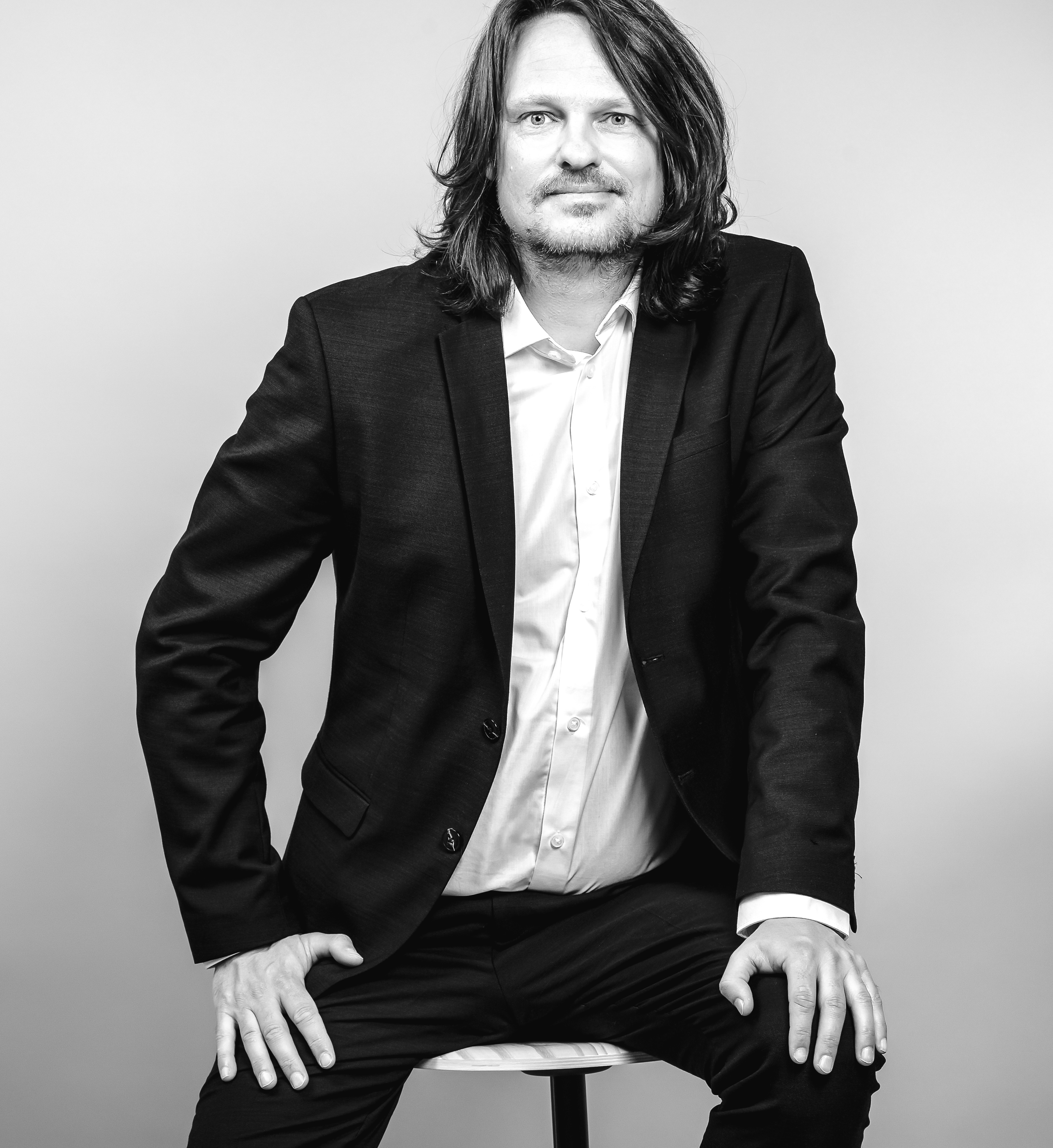
Thomas Kühn (2020)

Thomas Kühn (* 4. Juni 1971 in Flensburg) ist ein deutscher Psychologe. Er ist seit 2016 Professor für Arbeits- und Organisationspsychologie an der International Psychoanalytic University Berlin. Er leitet dort den berufsbegleitenden Master-Studiengang Leadership und Beratung – Psychodynamisch fundierte Organisationsentwicklung. Außerdem ist er Direktor des Erich Fromm Study Centers, das er gemeinsam mit Rainer Funk leitet.

## Leben
Thomas Kühn ist verheiratet und hat zwei Söhne (* 2003 und * 2010).

### Werdegang
Thomas Kühn studierte von 1991 bis 1996 Psychologie an der Universität Bremen und schloss das Studium mit dem Diplom ab. Im Anschluss arbeitete er als wissenschaftlicher Mitarbeiter im DFG-Sonderforschungsbereich 186 "Statuspassagen und Risikolagen im Lebensverlauf" an der Universität Bremen. In diesem Kontext promovierte er im Jahr 2003 mit einer Arbeit "Berufsbiographien und Familiengründung" unter der Betreuung von Walter R. Heinz und Helga Krüger an der Universität Bremen zum Dr. phil. Von 2003 bis 2005 führte er als Feodor-Lynen-Stipendiat der Alexander von Humboldt-Stiftung ein Forschungsprojekt in Salvador und Rio de Janeiro zum Thema "Subjektive Wahrnehmung sozialer Ungleichheit in Brasilien" unter der Betreuung von Jessé Souza durch. Im Jahr 2009 erhielt er einen Endeavour Award im Endeavour Leadership Programm der australischen Regierung für seine Forschungen an der Monash University zum Thema "Nationale Identitätskonstruktionen". Von 2009 bis 2016 war er als Senior Researcher an der Universität Bremen beschäftigt und dort verantwortlich für das Fachgebiet der Sozialpsychologie.
Zwischen 2011 und 2013 leitete er das DFG-Projekt "Identitätskonstruktionen im Lebenslauf". Im April 2015 habilitierte er sich mit einer Arbeit zur kritischen Sozialpsychologie an der Universität Bremen und erhielt die Venia Legendi für das Fachgebiet Psychologie. Seit September 2016 ist er als ordentlicher Professor an der privaten Universität International Psychoanalytic University Berlin (IPU) tätig und verantwortlich für das Fachgebiet der Arbeits- und Organisationspsychologie. Dort hat er gemeinsam mit Rainer Funk das von der Karl-Schlecht-Stiftung geförderte Erich Fromm Study Center aufgebaut, das er seitdem leitet.
Zu seinen Arbeitsschwerpunkten zählt die Erforschung von Identitätskonstruktionen und biographischen Verläufen. Diese macht er sowohl für die kritische Auseinandersetzung mit gesellschaftlichen Strukturen und der Reproduktion sozialer Ungleichheit als auch für die Analyse angewandter Praxis von Leadership- und Beratungsprozessen nutzbar. Er stützt sich dabei vor allem auf qualitative Ansätze und Mixed Methods. Theoretisch verbindet er Ansätze der Lebenslaufforschung, der subjektorientierten Soziologie sowie humanistischen Psychologie und knüpft dafür insbesondere seit 2016 an das Werk von Erich Fromm an.
Neben seiner akademischen Tätigkeit arbeitet Thomas Kühn seit 2005 als freier Berater und Moderator. Daraus sind mehrere Veröffentlichungen, insbesondere zu den Themenbereichen Moderation und Gruppendiskussionen, entstanden.

## Forschung

### Identitäts-, Biographie- und Lebenslaufforschung
Gemeinsam mit Sozialpsychologen Andreas Witzel hat Thomas Kühn 1999 die Typologie berufsbiographischer Gestaltungsmodi (BGM) entwickelt, an die unter anderem G. Günter Voß und Hans J. Pongratz bei der empirischen Untersuchung ihrer These des Arbeitskraftunternehmers angeknüpft haben. Die Typologie beruht auf Fallvergleichen qualitativer Interviews des Projekts "Statuspassagen in die Erwerbstätigkeit" des Sonderforschungsbereichs 186 der Universität Bremen. Die Typologie beschreibt typische Orientierungs- und Handlungsmuster beruflicher Gestaltung und unterscheidet drei Gruppen: Karriereambition, Statusarrangement und Streben nach Autonomiegewinn. Innerhalb jeder Gruppe werden zwei Typen unterschieden. In seiner Habilitation hat Kühn 2015 die Typologie mit sozialtheoretischen Annahmen von Hartmut Rosa und Axel Honneth in Verbindung gebracht und die These aufgestellt, dass es sich bei den drei empirisch herausgearbeiteten Mustern Karriereambition, Statusarrangement und Streben nach Autonomiegewinn um idealtypische Umgangsweisen mit in Frage gestellten Anerkennungsstrukturen in einer beschleunigten Wettbewerbsgesellschaft handelt.
Ebenfalls auf der Grundlage von qualitativen problemzentrierten Interviews aus dem Sonderforschungsbereich 186 hat Kühn sich mit der Entwicklung auf die eigene biographische Zukunft ausgerichteten Vorstellungen auseinandergesetzt. Insbesondere hat er sich dafür der Frage des Kinderwunsches gewidmet. Daraus hat er das Konzept biographischer Planungsprozesse entwickelt. Kühn zufolge lassen sich auf die biographische Zukunft gerichtete Vorstellungen anhand von drei Dimensionen unterscheiden:
- Entwicklung: Verschiedene Verläufe der Entwicklung von Zukunftsvorstellungen bis in die Gegenwart (z. B. Konstanz, Konkretisierung, Bruch, Schwanken etc.),
- Horizont: Ziele sind unterschiedlich weit in die Zukunft gerichtet und in unterschiedlicher Art und Weise konkretisiert,
- Verflechtung: auf die Zukunft gerichtete Vorstellungen in die Zukunft in verschiedenen Lebensbereichen werden ebenso in unterschiedlicher Art und Weise miteinander verflochten wie die eigenen Vorstellungen mit anderen Menschen und deren Lebenswegen in Verbindung gebracht werden.

Auf der Grundlage dieser konzeptuellen Unterscheidung entwickelte Kühn die Typologie biographischer Pläne zur Familiengründung (BPF). Außerdem arbeitete er die Bedeutung von Selbstbildern und lebensgeschichtlichen Bilanzierungen für biographische Planungsprozesse heraus.
Kühns Verständnis von personeller Identität knüpft an die reflexive Sozialpsychologie von Heiner Keupp sowie sozialtheoretische Überlegungen von Hartmut Rosa an. Kühn unterscheidet drei Ebenen der Identitätsarbeit:
- Bemühen um Kontrolle und Verantwortung: Sich selbst als wirksam erleben, gestalten und handeln zu können,
- Bemühen um Authentizität und Kontrolle: Sich selbst wert schätzen, als stimmig und echt erleben, mit sich ins Reine kommen,
- Bemühen um Anerkennung und Zugehörigkeit: Sich als integriert in die Gesellschaft und als wertgeschätztes Teil einer Gemeinschaft erleben.[17]

### Nationale Identität
Anhand von Forschungen in Australien, Brasilien und Deutschland widmet sich Kühn insbesondere Ambivalenzen in der Art und Weise, wie die Zugehörigkeit zu einer Nation erlebt wird und welche Bedeutung diese Ambivalenzen für die alltägliche Praxis und damit auch für Abgrenzungen verschiedener sozialer Gruppen und die Reproduktion sozialer Ungleichheiten haben.

### Qualitative Methoden und Mixed Methods
Gemeinsam mit Kay-Volker Koschel hat Thomas Kühn ein Lehrbuch zu Gruppendiskussionen geschrieben. In diesem entwickeln die Autoren ausgehend von Grundannahmen des problemzentrierten Interviews die Methode der problemzentrierten Gruppendiskussion.
Außerdem hat Kühn Beiträge zur Auswertung qualitativer Interviews, zur Methodenkombination in der Biographie- und Lebenslaufforschung sowohl zum Potenzial qualitativer Sekundäranalysen verfasst.

### Leadership und Beratung
Seit der Übernahme der Professur an der International Psychoanalytic University Berlin widmet sich Kühn verstärkt der Frage, welche Bedeutung digitale Transformationsprozesse für Führungsprozesse und damit verbundene Dynamiken zwischen verschiedenen Angehörigen einer Organisation haben sowie welche Anforderungen sich daraus für die Beratungspraxis ergeben. Dafür knüpft er insbesondere an theoretische Überlegungen von Erich Fromm an und verbindet sie mit zeitgenössischen Ansätzen kritischer Sozialpsychologie und Ansätzen aus der Arbeits- und Organisationspsychologie.

## Schriften (Auswahl)

### Bücher und Herausgeberschaften
- T. Kühn: Berufsbiografie und Familiengründung. Biografiegestaltung junger Erwachsener nach Abschluss der Berufsausbildung. Springer VS, Wiesbaden 2004.
- T. Kühn, J. Souza (Hrsg.): Das moderne Brasilien. Gesellschaft, Politik und Kultur in der Peripherie des Westens. Springer VS, Wiesbaden 2006.
- T. Kühn: Kritische Sozialpsychologie des modernen Alltags. Zum Potenzial einer am Lebenslauf orientierten Forschungsperspektive. Springer VS, Wiesbaden 2015.
- T. Kühn, K. V. Koschel: Gruppendiskussionen. Ein Praxis-Handbuch. 2., erweiterte Auflage. Springer VS, Wiesbaden 2018.
- T. Kühn, K. V. Koschel: Einführung in die Moderation von Gruppendiskussionen. Springer Essential, Wiesbaden 2018.
- C. Kirchhoff, T. Kühn, P. Langer, S. Lanwerd, F. Schumann: Psychoanalytisch denken. Sozial- und kulturwissenschaftliche Perspektiven. Psychosozial, Gießen 2019.
- R. Funk, T. Kühn (Hrsg.): Putting Society on the Couch. (= Fromm Forum. 23). Special English Edition. 2019.
- S. Beckmann, P. Ehnis, M. Mohr, T. Kühn, K. Voigt: Selbst im Alltag. Qualitative Sekundäranalysen zu Identitätskonstruktionen im Wechselverhältnis von Normierung und Selbstentwurf. Springer VS, Wiesbaden 2020.

### Aufsätze
- A. Witzel, T. Kühn: Orientierungs- und Handlungsmuster beim Übergang in das Erwerbsleben. In: W. R. Heinz (Hrsg.): Übergänge – Individualisierung, Flexibilisierung und Institutionalisierung des Lebensverlaufs. 3. Beiheft der Zeitschrift für Sozialisationsforschung und Erziehungssoziologie (ZSE). 2000, S. 9–29.
- T. Kühn: Biographische Planung und ihre Ambivalenzen – Annäherung junger Erwachsener an die Option Familiengründung. In: Bios. Band 16, Nr. 1, 2003, S. 64–86.
- T. Kühn, A. Witzel: Die Arbeitskraftunternehmer-These aus berufsbiografischer Perspektive. In: H. J. Pongratz, G. G. Voß (Hrsg.): Typisch Arbeitskraftunternehmer? Befunde aus der empirischen Arbeitsforschung. Sigma, Berlin 2004, S. 229–253.
- E. Babic, T. Kühn: Qualitative Marktforschung als Akteur in der Produktentwicklung. In: D. Schrage, M. R. Friederici (Hrsg.): Zwischen Methodenpluralismus und Datenhandel. Zur Soziologie der kommerziellen Konsumforschung. VS Verlag, Wiesbaden 2008, S. 97–112.
- T. Kühn: Construction of belongingness in late modernity: National pride in Brazil from a social inequality research perspective. In: G. B. Sullivan (Hrsg.): Emotions of Collective Pride and Group Identity: New Directions in Theory and Practice. Routledge, London 2014, S. 161–172.
- T. Kühn: Reproduktion der Ungleichheit im Lebenslauf. In: B. Rehbein u. a.: Reproduktion sozialer Ungleichheit in Deutschland. UVK, Konstanz 2015, S. 219–243.
- T. Kühn: Die Kombination von Lebenslauf- und Biografieforschung. Das Beispiel der Identitätskonstruktionen im Lebenslauf. In: N. Baur, U. Kelle, U. Kuckartz (Hrsg.): Mixed Methods. Sonderheft 57 der Kölner Zeitschrift für Soziologie und Sozialpsychologie. Springer VS, Wiesbaden 2017, S. 459–481.
- T. Kühn, I. Stahlke: Das Unsichtbare sichtbar machen – Psychodynamische und humanistische Ansätze als Grundlage für Verstehen in der Beratung. In: Wirtschaftspsychologie. Band 19, Nr. 3, 2017, S. 14–22.
- T. Kühn: Supervision und Organisationsberatung im Lichte Erich Fromms. In: Supervision: Mensch – Arbeit – Organisation. Band 35, Nr. 1, 2017, S. 26–31.
- T. Kühn: Leadership in a Digitally Transforming Social World Based on Fromm's Humanistic Approach. In: Fromm Forum. 23, Special English Edition, 2019, S. 95–107.
- T. Kühn, A. Niedermeier, E. Babic: New Work und die Bedeutung von Organisationskultur, Team-und Beziehungsarbeit–eine Mitarbeiterbefragung. In: OSC Organisationsberatung, Supervision, Coaching. Band 26, Nr. 2, 2019, S. 159–172.
- T. Kühn, P. C. Langer: Qualitative Sozialpsychologie. In: G. Mey, K. Mruck (Hrsg.): Handbuch Qualitative Forschung in der Psychologie. Springer VS, Wiesbaden 2020, S. 361–380.
- T. Kühn, D. Alcoforado, M. Farias: New Normalcy? Consumption and identity between reproduction of social inequalities and social transformation in Brazil. In: Sociedade e Estado. Band 35, Nr. 3, 2020, S. 787–813.